# Аутономни брод за слетање ракета-носача
Аутономни брод за слетање ракета-носача (енгл. Autonomous spaceport drone ship, ASDS) је плутајуће океанско пловило (прерађена баржа) које астронаутичка компанија Спејс екс користи за слетање првог степена својих ракета-носача, након што се одвоје од другог степена ракете. Пловило је направљено када је крајем 2014. године прерађена баржа , и први пут је употребљено у јануару 2015. године приликом лансирања мисије CRS-5 (капсуле за снабдевање Драгон) ка Међународној свемирској станици. Ово пловило је кључна карика у настојању компаније Спејс екс да при сваком лансирању први степен ракете-носача врати на Земљу, и уз врло мале или никакве поправке га поново употреби за наредно ласнирање, чиме би се значајно смањила цена лансирања терета у орбиту. Спејс екс такође планира да у будућности степен ракете који се на њу приземљи ту и допуни горивом, а затим је поново лансира до космодрома са које је полетела, како би се додатно уштедело на трошковима транспорта и времену. До сада није објављено када ће се почети са оваквим операцијама.
Оснивач и извршни директор компаније Спејс екс – Илон Маск, је на свом профилу на Твитеру објавио да ће брод који се користи при лансирању РН Фалкон 9 са СЦ Кенеди бити назван „Само прочитај упутства“ ("Just Read the Instructions"), као и да је у изградњи још један који ће се користити приликом лансирања из ВБ Ванденберг са западне обале, који ће бити назван „Наравно да те и даље волим“ ("Of Course I Still Love You"). Маск је касније појаснио да су бродови названи по фикционим свемирским бродовима из романа Играч игара (1988), а у част његовог аутора – шкотског књижевника Ијана Бенкса који је преминуо 9. јуна 2013. године.

## Карактеристике
Аутономно пловило поседује могућност да се прецизно позиционира на океану са грешком од свега 3 метра, чак и при олујним условима, уз информације које добија преко GPS сателита и четири дизел азимутална пропелера. Поред аутономног оперисања, пловилом се може и телероботски управљати.
Платформа за слетање на горњој палуби је димензија 52 m × 91 m (4.732 m²), док је распон ногу за слетање које користи први степен ракете-носача 18 m. Степен ракете-носача при свом приласку за слетање поред релативно малих димензија платформе мора да се избори и са потенцијалним океанским таласима и грешкама GPS система за навођење.
- Дужина: 91,4 m[13]
- Ширина: 51,8 m[13]
- Висина: 6,0 m[1]
- Напајање: уграђени агрегати
- Погонски систем: 4 × 225 kW (300 кс) Thrustmaster OD300N[14]

## Употреба

### Јануар 2015.
Компанија Спејс екс је 10. јануара 2015. први пут покушала слетање на ASDS. Успешно су спроведени скоро сви тестови – навођење првог степена ракете кроз атмосферу ка одређеној тачки у Атлантском океану, а велика количина података прикупљена је и од нових „пераја” (четири, при врху првог степена), која су се по први пут користила за прецизније навођење ракете при великим брзинама све до самог слетања. У директном преносу јављено је да се поновно паљење мотора догодило по плану, и да је телеметрија изгубљена када је степен „зашао иза хоризонта”, што је и било планирано. Међутим, убрзо након тога, Илон Маск објавио је на свом Твитер налогу да је слетање на ASDS било „тврдо”, односно да се степен кретао великом брзином када је стигао до платформе, у коју је ударио и експлодирао. Објављен је и снимак ударца. Инжењери су прикупили све податке који су искоришћени за наредне покушаје.

### Фебруар 2015.
поново је постављен у Атлантик у фебруару 2015. за лансирање Климатске опсерваторије дубоког свемира (енгл. Deep Space Climate Observatory). Међутим, временски услови на пучини били су веома неповољни, уз јак ветар и таласе високе и преко 7 метара, тако да је одлучено да се платформа ипак врати у луку. И поред тога, компанија Спејс екс решила је да спроведе тзв. меко слетање на површину воде, како би сиулирала све команде које степен мора да одради као да је платформа и даље ту. Илон Маск је након лансирања изјавио да је степен све команде спровео по плану, и да се спустио на површину воде око 10 метара од планираног циља, тако да би, да је платформа била тамо, слетање вероватно било успешно упркос тешких временским условима. Пошто је лансирање сателита било ка Л1 тачки, која захтева велику брзину, први степен ракете достигао је видину од 135 km и при повратку је искусио четири пута веће загревање од лансирања у јануару.

### Април 2015.
У априлу 2015. платформа је поново употребљена при лансирању мисије CRS-6 ка МСС, и ово је последњи пут да је коришћена баржа „Само прочитај упутства“. Према првим информацијама поново је дошло до тврдог слетања, али је Маск касније појаснио да је слетање било добро, али је ракета имала превелики бочни момент, тако да се преврнула и експлодирала.

### Јун 2015.
У јуну је баржа поново превезена до локације у Атлантику, али је ракета експлодирала пре него што се први степен одвојио, тако да није дошло до слетања. Ово је требало да буде прво коришћење барже „Наравно да те и даље волим“.

### Јануар 2016.
Компанија Спејс екс најавила је да ће следећи пут употребити ASDS при лансирању сателита Џејсон 3 из ВБ Ванденберг са западне обале САД. Брод „Само прочитај упутства” био је лоциран у Тихом океану, око 320 km од лансирне рампе са које је ракета полетела. Први степен ракете се по одвајању од другог успешно окренуо и спровео навођење ка ASDS. Само неколико секунди пре слетања отворене су четири ноге првог степена, и ракета се успешно меко спустила на палубу брода. Међутим, једна од ногу се није закључала у отвореном положају, тако да је под притиском попустила и степен ракете се преврнуо, ударио о палубу и експлодирао. Као могући разлог за квар на нози за слетање Илон Маск је навео лед – у околини лансирне раме била је велика магла која се кондензовала и тако је дошло до акумулирања леда на систему за отварање ноге.
Поједини делови ракете су од експлозије одлетели у воду (углавном делови резервоара и горње структуре), док је доњи сегмент где су ракетни мотори остао на палуби. Иако је дошло до експлозије, пошто је већина мотора остала у једном комаду инжењери ће моћи да изврше њихову инспекцију како би прикупили податке неопходне за поновни лет неке од наредних ракета.
Илон Маск је изјавио да током 2016. године очекује успешност слетања око 70%, и да се нада да ће се та бројка попети на 90% током 2017. Такође је рекао да очекује „још пар RUD догађаја” (енгл. Rapid Unscheduled Disassembly – брзо непланирано растављање).

### Март 2016.
Приликом лансирања комуникационог сателита SES-9 (масе 5.271 kg – највећи терет за ракету Фалкон 9 до сада) у суперсинхрону трансферну орбиту поново се покушало са слетањем на ASDS. Спејс екс је најавио да је успешно слетање ипак мало вероватно. Пошто је маса сателита била велика, а захтевало се да се достигне што већи апогеј орбите, у првом степену преостало је врло мало горива за спуштање на платформу у Атлантику. Зато је по први пут уместо једног упаљено три мотора како би се остварило што веће успоравање са ограниченом количином горива. Међутим, један од три мотора се угасио раније због мањка горива, тако да је степен великом брзином ударио у палубу и експлодирао. Притом је причињена и мања штета на палуби (на месту ударца направљена је рупа пречника око два метра).

### 8. април 2016.
Платформа „Наравно да те и даље волим“ је поправљена и поново употребљена при лансирању летелице Драгон ка МСС 8. априла 2016. године (мисија CRS-8). Ракета је полетела у 20.43 UTC, а по одвајању од другог степена први степен се упутио ка платформи која се налазила око 300 km од лансирне рампе у водама Атлантика. Успешно је спроведено једно паљење за успоравање хоризонталне брзине, затим друго за пролазак кроз најгушћи део атмосфере и на крају трећи за слетање на ASDS које се успешно догодило 9 минута и 10 секунди по полетању. Слетање се није догодило на сам центар палубе јер је брзина ветра била преко 20 метара у секунди. [Јутјуб: слетање на , снимак са првог степена]

### мај 2016.
Приликом лансирања јапанског сателита JCSAT-14 у геостационарну орбиту 6. маја, први степен је успешно слетео на ASDS. Ово је било друго успешно слетање на платформу у океану и прво када се ради о мисијама у високе орбите (за које се захтева већа брзина). Први степен је по одвајању од другог степена достигао брзину од преко 6,5 маха (>8.300 km/ч), а затим је балистичком путањом наставио ка платформи у Атлантику која се налазила око 650 km од лансирне рампе. Зато што се степен кретао већом брзином, поседовао је четири пута већу кинетичку енергију и искусио осам пута веће загревање у односу на мисију у НЗО, па су при слетању уместо једног упаљена три мотора, чиме су умањени гравитациони губици. Неколико секунди пред слетање два спољашња мотора су угашена како би се централним постигло прецизније управљање при слетању. Ракета се спустила скоро на сам центар палубе. [Јутјуб: слетање на ]
Само две недеље након претходног успеха, 27. маја, први степен ракете поново је успешно слетео на ASDS приликом слања сателита Thaicom 8 у геосинхрону трансферну орбиту. Слетање је било „тврдо”, односно са већом брзином од номиналне. Ударац је ублажило алуминијумско саће које се налази у свакој од четири ноге за слетање, које је дизајнирано наменски да ублажи ударац при тврдом слетању. Због тога је ракета била накренута све док није стигла у луку, након чега је успешно стављена на камион и превезена до хангара. [Јутјуб: слетање на ]

### 15. јун 2016.
Приликом лансирања два сателита у геосинхрону трансферну орбиту први степен ракете није успешно слетео на ASDS. Степен је слетео, али је након тога експлодирао. Према прикупљеним подацима, један од три мотора који су упаљени за слетање није радио са максималним потиском, али је разлог за тврдо слетање највероватније мањак оксиданса. Због престанка дотока течног кисеоника мотори су се угасили пре времена па је ракета ударила у палубу, при чему су страдали мотори и напукао је резервоар керозина, па је недуго затим дошло и до експлозије. [Јутјуб: слетање на ]